# عائلة محركات إنجينيوم
عائلة محركات إنجينيوم (بالانجليزية: Ingenium) هي مجموعة من المحركات المعيارية التي تنتجها شركة جاكوار لاند روفر، بإصداري البنزين والديزل. حيث تستخدم بنية معيارية، تجعل من الممكن إنتاجها في إصدارات ثلاثية، رباعية، وسداسية الأسطوانات (مصممة حول 500 وحدة فردية)، وذلك حسب الطلب والمتطلبات. يتم استبدال المحركات التي تم الحصول عليها من شركة فورد بمحركات من خط محركات إنجينيوم الجديد من جاكوار لاند روفر اعتبارًا من أواخر عام 2015.

## انظر ايضا
مركز تصنيع محركات جاكوار لاند روفر